# Метод Сельдінгера

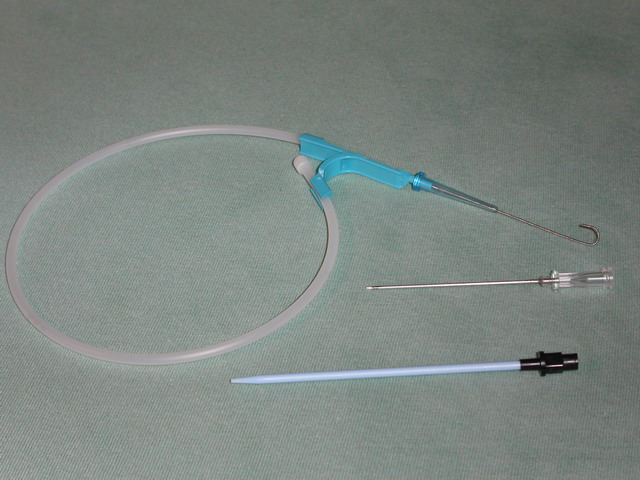
Складові сучасного набору для катетеризації центральних вен по методу Сельдінгера.

Метод Сельдінгера (катетеризація за Сельдінгером) застосовують для отримання безпечного доступу до кровоносних судин та інших порожнистих органів. Його використовують для ангіографії, катетеризації центральних вен (підключичної, внутрішньої яремної, стегнової) чи катетеризації артерій, постановки гастростоми по методу черезшкірної ендоскопічної гастростомії, деяких методик конікостомії, постановки електродів штучних водіїв ритму та кардіовертер-дефібриляторів, інших інтервенційних медичних процедур.

## Історія винайдення
Метод запропоновано Свеном Іваром Сельдінгером (1921 — 1998) — шведським лікарем-радіологом, винахідником в області ангіографії.
Ангіографічні обстеження ґрунтуються на техніці, що в судину за допомогою голки вводять катетер для дозованого введення контрастної речовини. Проблема полягала в тому, щоб з одного боку необхідно доставити речовину в необхідне місце, але при цьому мінімально пошкодити судини, особливо в місці дослідження. До винаходу Свена Сельдінгера використовували дві методики: катетер на голці та катетер через голку. У першому випадку можливе пошкодження катетера при проходженні через тканини. У другому випадку необхідна велика голка, що спричинює значно більше пошкодження судини в місці катетеризації. Свен Сельдінгер, народившись у родині механіків, старався знайти спосіб аби покращити ангіографічну техніку шляхом постановки якнайбільшого катетера при якнайменшій голці. Техніка по суті полягає в тому, що спочатку встановлюють голку, провідник вводять через неї, в подальшому голку виймають, а катетер заводять по провіднику. Таким чином, отвір не більше самого катетера. Результати були представлені на конференції в Гельсінкі в червні 1952 року, а потім Сельдінгер опублікував ці результати.
Метод Сельдінгера зменшив кількість ускладнень при ангіографії, що сприяло більшому поширенню останньої. Це також означало, що катетер можна легше зорієнтувати в необхідне місце в тілі. Винахід заклав основу наступного розвитку інтервенційної радіології.

## Класифікація методів катетеризації
На даний момент існує щонайменше три методики катетеризації:
- катетер на голці;
- катетер в голці;
- катетеризація по Сельдінгеру;

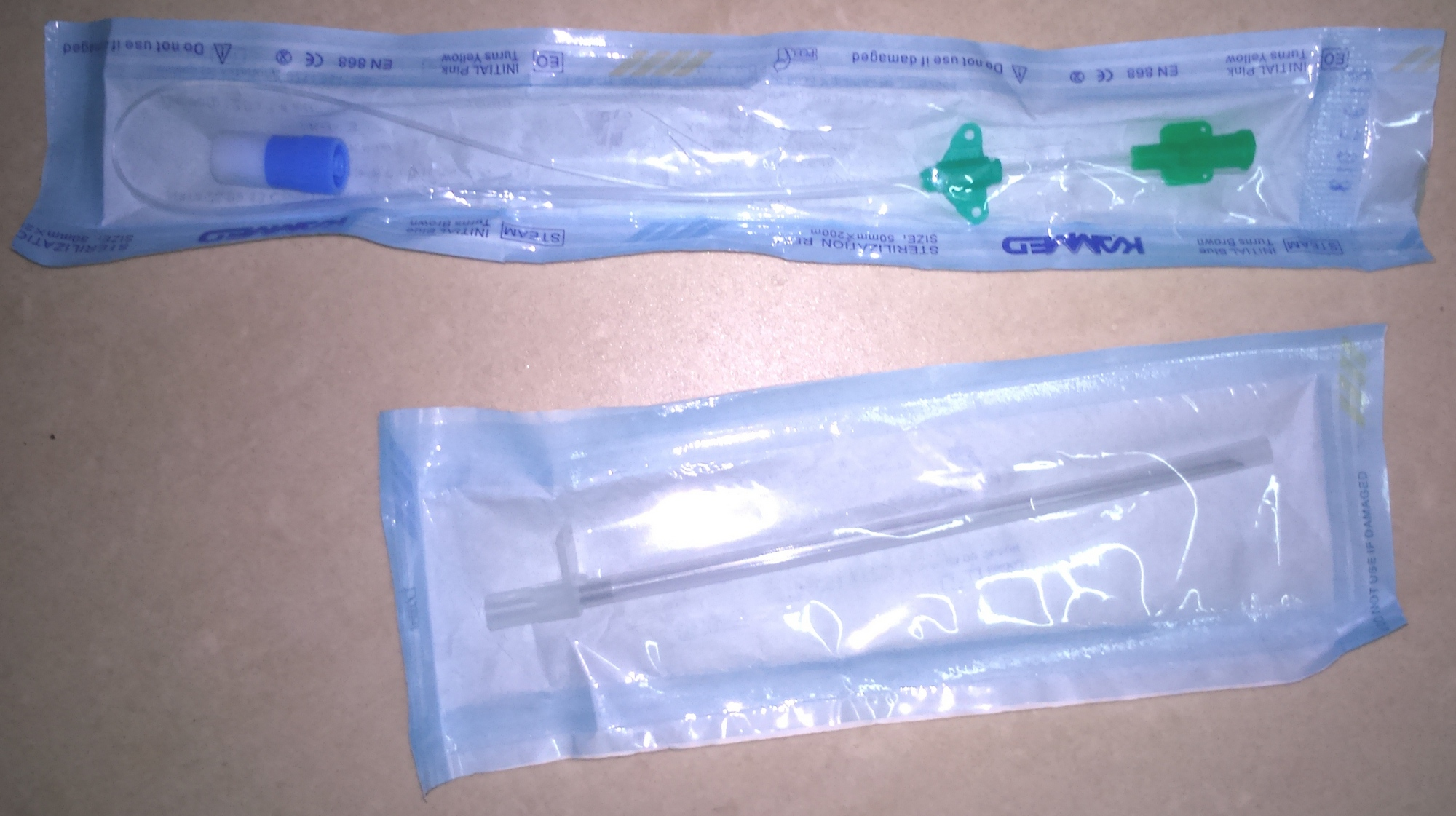
Набір для катетеризації центральних вен по методу Сельдінгера без розширювача

Методику «катетер на голці» широко застосовують для катетеризації периферичних судин. На даний момент розроблено багато різних периферичних венозних катетерів. Голкою з катетером на ній пунктують судину, голка утримують в одному положенні, а катетер просувають. Голка виймають повністю. При використанні для пункції глибоко розміщених органів (зокрема, центральних вен), можливе пошкодження катетера при проходженні через тканини.
Методику «катетер в голці» використовують для катетеризації епідурального простору при проведенні епідуральної анестезії (оперативні втручання) та анальгезії (пологи, гострий панкреатит, певні випадки кишкової непрохідності, знеболення в післяопераційному періоді та онкологічних хворих), для проведення подовженої спінальної анестезії. Полягає в тому, що спочатку орган пунктують голкою, а всередині неї проводять катетер. Пізніше голку виймають. При цьому голка суттєво товстіша ніж катетер. Якщо використовують катетери великого діаметра, при застосуванні такої методики відбувається травмування тканин.
Власне Катетеризація по Сельдінгеру.

## Техніка методу

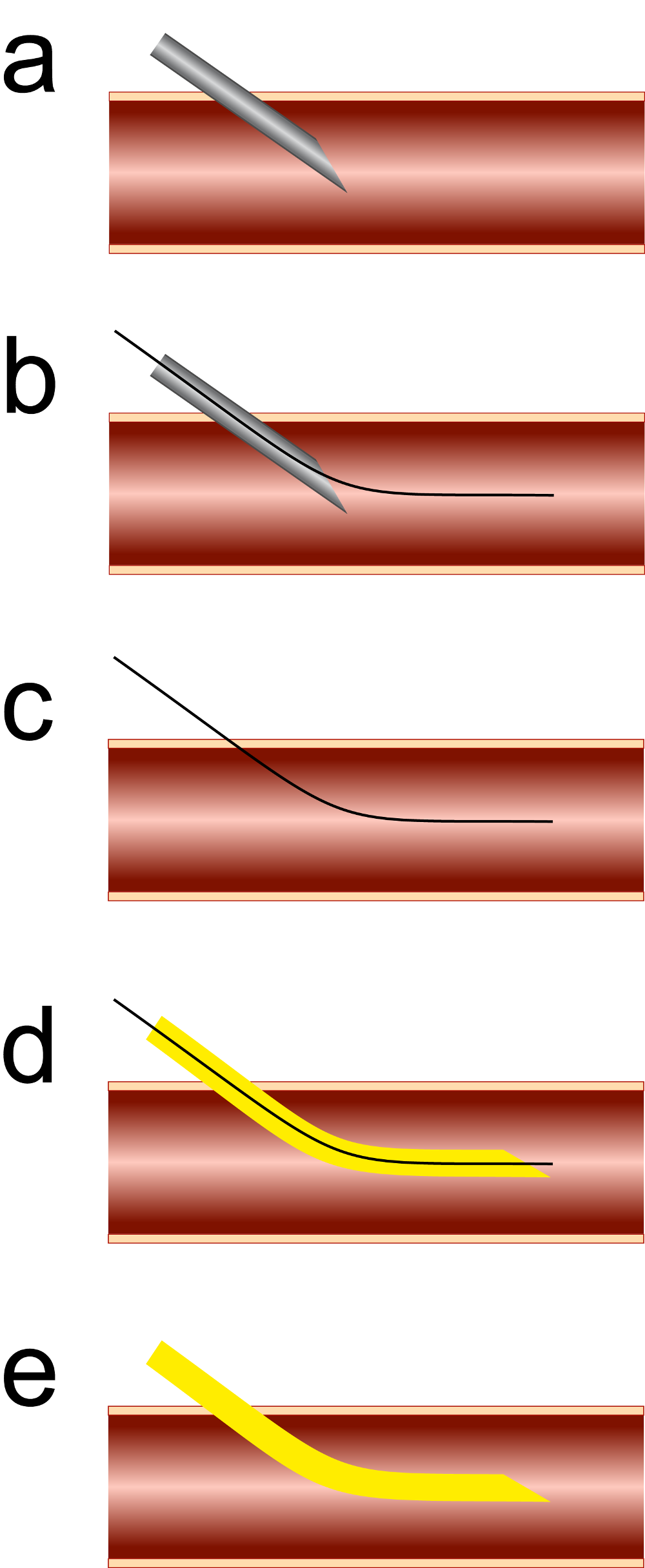
Порядок катетеризації по Сельдінгеру

Катетеризація по Сельдінгеру здійнюють в наступному порядку:
- a. Орган пунктують голкою.
- b. В голку проводять гнучкий металічний або пластиковий провідник, який просувають далі в орган.
- c. Голка виймають.
- d. На провідник надягають катетер. Катетер по провіднику просувають в орган.
- e. Провідник виймають.

Рисунок 1 Пункція органа голкою
Рисунок 2 Введення провідника в голку
Рисунок 3 Видалення голки
Рисунок 4 Введення катетера
Рисунок 5 Видалення провідника
Рисунок 6 Видалення провідника

Чим тонша голка, тим менше пошкодження тканинам. Якщо катетер суттєво товстіший за голку, перед його надяганням на провідник, по провіднику проводять розширювач, що збільшує діаметр проходу в тканинах. Розширювач забирають, а тоді по провіднику вводять власне катетер.

Рисунок 1 Пункція органа голкою
Рисунок 2 Введення провідника в голку
Рисунок 3 Видалення голки
Рисунок 4 Використання розширювача
Рисунок 5 Введення катетера
- Рисунок 6 Видалення провідника

Особливо часто розширювач застосовують при постановці центральних венозних катетерів з кількома просвітами. Кожен просвіт катетера закінчується портом для введення ліків. Один з просвітів починається на кінчику катетера (звичайно його порт маркують червоним кольором), а інший/інші збоку (звичайно його порт маркують синім або іншим кольором, відмінним від червоного). Двопросвітні катетери застосовують для введення різних препаратів (максимально попереджують їх змішування) та для проведення методів екстракорпоральної терапії (наприклад гемодіалізу).

## Можливі ускладнення
Залежно від умов проведення катетеризація по Сельдінгеру можна проводити як без методів додаткової візуалізації, так і під ультразвуковим чи радіологічним контролем.
У будь-якому випадку, з різною частотою можливий розвиток наступних ускладнень:
- Пошкодження голкою, провідником, розширювачем чи катетером стінки відповідного органу.
- Пошкодження голкою, провідником, розширювачем чи катетером навколишніх структур (залежно від місця катетеризації це можуть бути артерії, нерви, легені, лімфатична протока, тощо) з наступним розвитком відповідних ускладнень.
- Введення катетера за межі потрібного органу з наступним введенням туди відповідної речовини.
- Інфекційні ускладнення.
- Втрата частин пошкоджених провідника чи катетера в органі, наприклад. частин центрального венозного катетера.
- Інші ускладнення, зумовлені вже тривалим перебуванням катетерів в судинах та органах.